# Gabriel Ramanantsoa
Gabriel Ramanantsoa (ur. 13 kwietnia 1906 w Antananarywie, zm. 9 maja 1979 w Paryżu) – malgaski polityk, były prezydent i premier. W latach 1972–1975 sprawował dyktatorską władzę będąc jednocześnie prezydentem i premierem.

## Życiorys
W 1960 roku został szefem generalnym armii. Władzę objął w maju 1972 roku na skutek wprowadzenia stanu wojennego przez prezydenta Philiberta Tsiranana. Stan wojenny został wprowadzony w wyniku powstania chłopskiego i strajków. Władza Ramanantsoa została uznana przez opozycję wobec poprzedniego rządu. 11 października 1972 roku prezydent ulegając presji publicznej, zrezygnował z prezydentury i złożył swój urząd na ręce Ramanantsoa. Objął urząd premiera i prezydenta jednocześnie. Pod jego rządami nastąpił zwrot w polityce zewnętrznej i wewnętrznej. Rozpoczął proces tzw. malgasizacji kraju i przeprowadził reformy społeczno-gospodarczo. Osłabił więzi z Francją, a w 1973 roku wycofał kraj ze strefy franka i wprowadził osobną walutę. Równocześnie nawiązał relacje z krajami socjalistycznymi i arabskimi. Reżim wojskowy Ramanantsoa nie rozwiązał problemów ekonomicznych. W środowisku sprawujących władzę wojskowych dochodziło do sporów na tle etnicznym. 31 grudnia 1974 roku kilku oficerów podjęło się próby puczu. 5 lutego 1975 zrezygnował z władzy i przekazał urząd w ręce pułkownika Richarda Ratsimandrava.